# Diecéze rumbekská
Diecéze rumbekská či Diecéze Rumbek (lat. Dioecesis Rumbeken(sis), angl. Roman Catholic Diocese of Rumbek) je římskokatolická diecéze v Jižním Súdánu, sufragánní diecéze k arcidiecézi Džuba. Od 8. března 2021 je jejím diecézním biskupem Christian Carlassare, M.C.C.I.

## Území a organizace
Diecéze se rozkládá na území státu Lagos a části státu Warab (angl. Warrap). 
Sídlem diecéze je město Rumbek, kde se nachází katedrála Svaté rodiny.
V roce 2013 rumburská diecéze měla pouze 11 zřízených misií nebo farností, řadu podfarností a asi 150 kaplí a modliteben. Misie byly:
1. Katedrální farnost Svaté rodiny Rumbek (s podfarnostmi Nejsvětějšího srdce Páně Rumbek a Pacong)
2. Farnost Nejsvětějšího srdce Páně Rumbek
3. Rumbek Farnost svaté Terezie
4. Marial Lou, farnost svatého Daniela Comboniho (s podfarností Romic)
5. Warab, farnost svatého Daniela Comboniho
6. Tonj, farnost Dona Boska
7. Agangrial, farnost Marie Matky Boží (s podfarnostmi Cuiebet a Barghel)
8. Wulu, farnost svatého Petra a Pavla
9. Mapuordit, farnost sv. Josephine Bakhita
10. Yirol, farnost Svatého kříže
11. Bunangok/Aliap, farnost svatého Anselma

V roce 2020 bylo území rozděleno na 16 farností.

## Historie

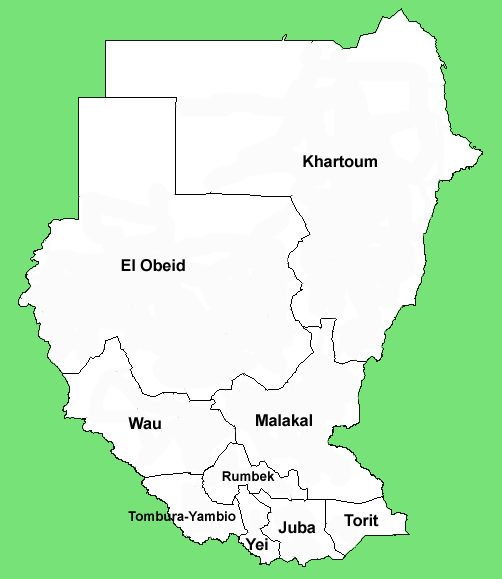
Diecéze v Súdánu

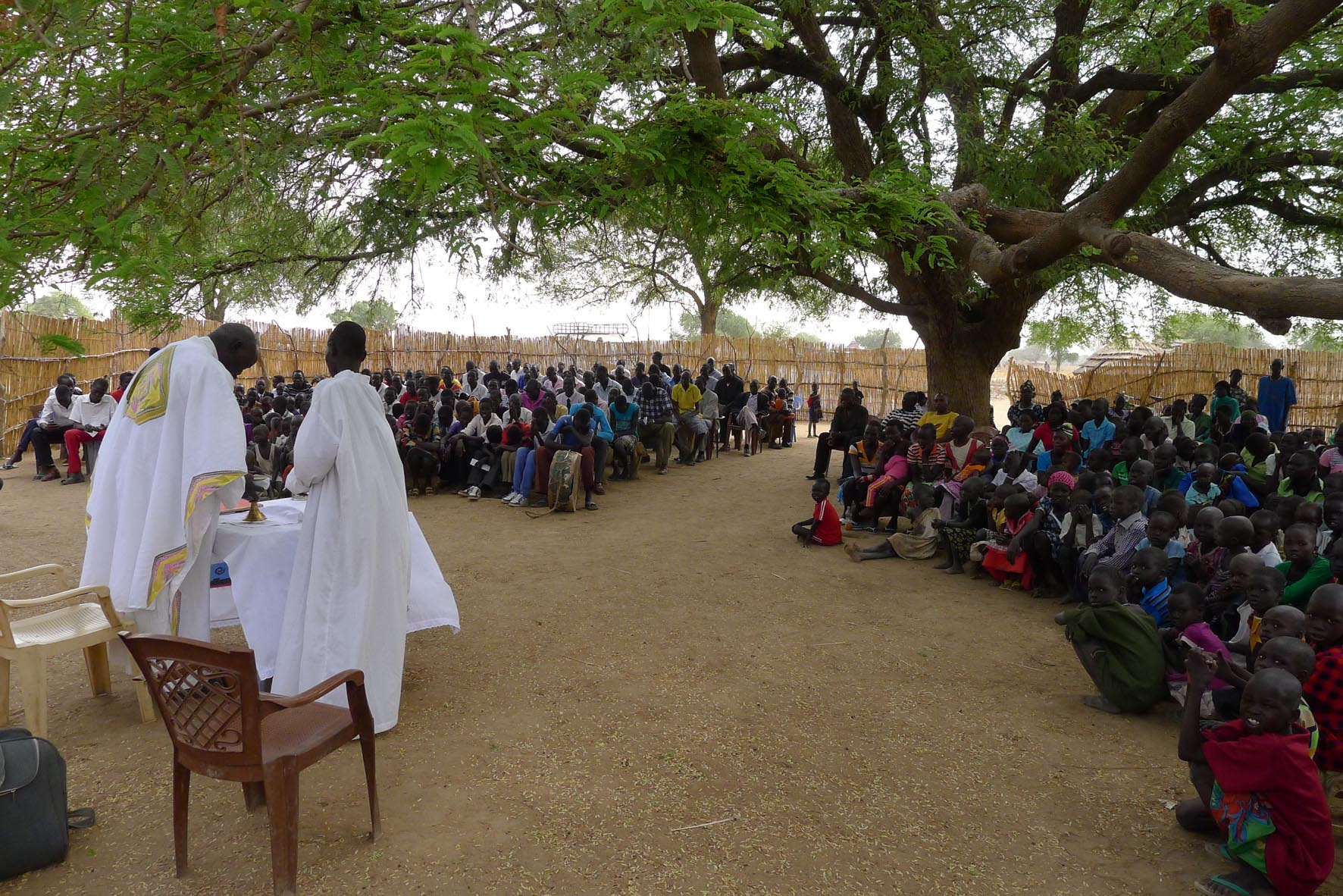
Římskokatolická farnost - nedělní mše pod stromem (stát Warab, Jižní Súdán)

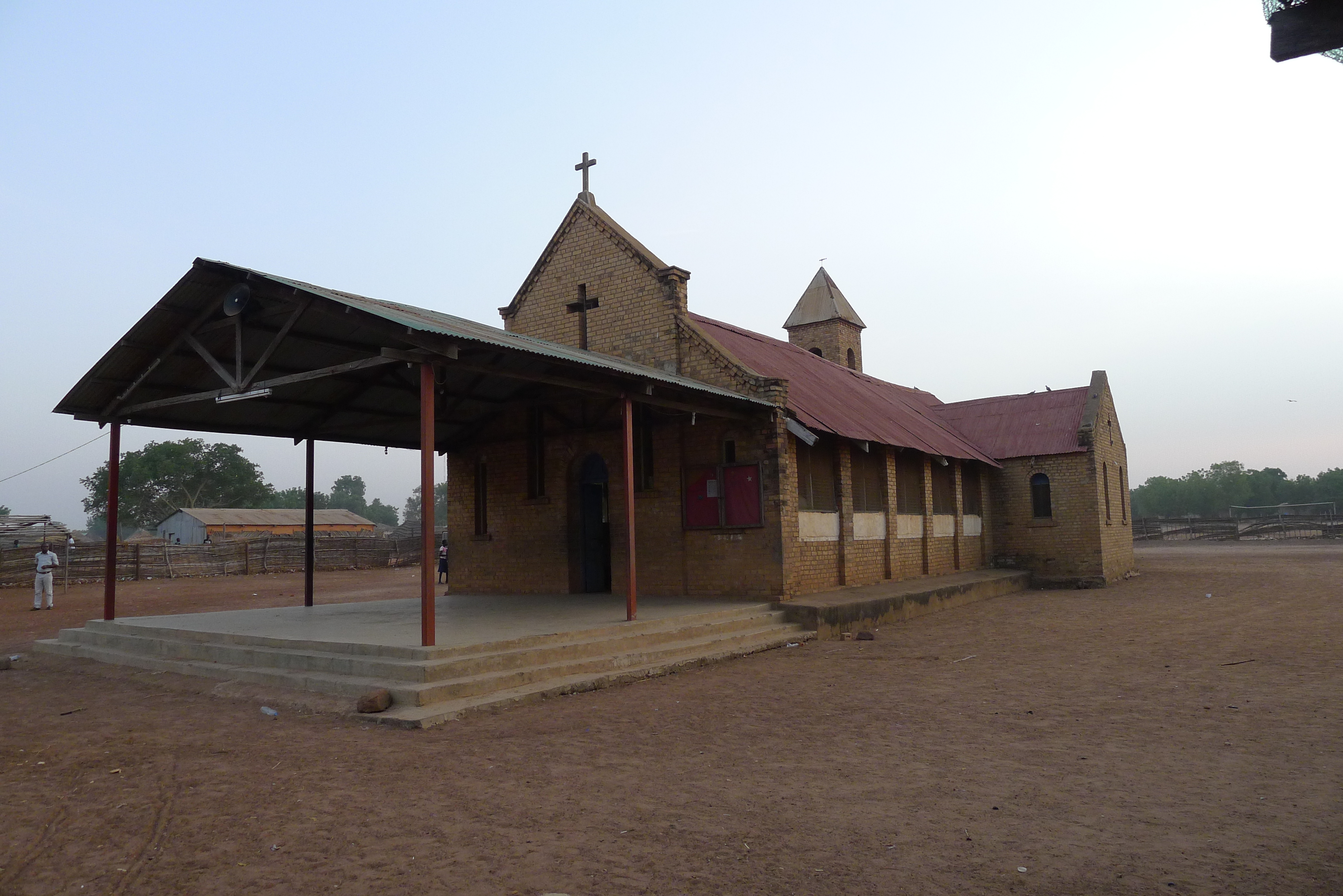
Tonj, Misie Dona Boska - farní kostel postavený v 50. letech 20. století (stát Warab, Jižní Súdán)

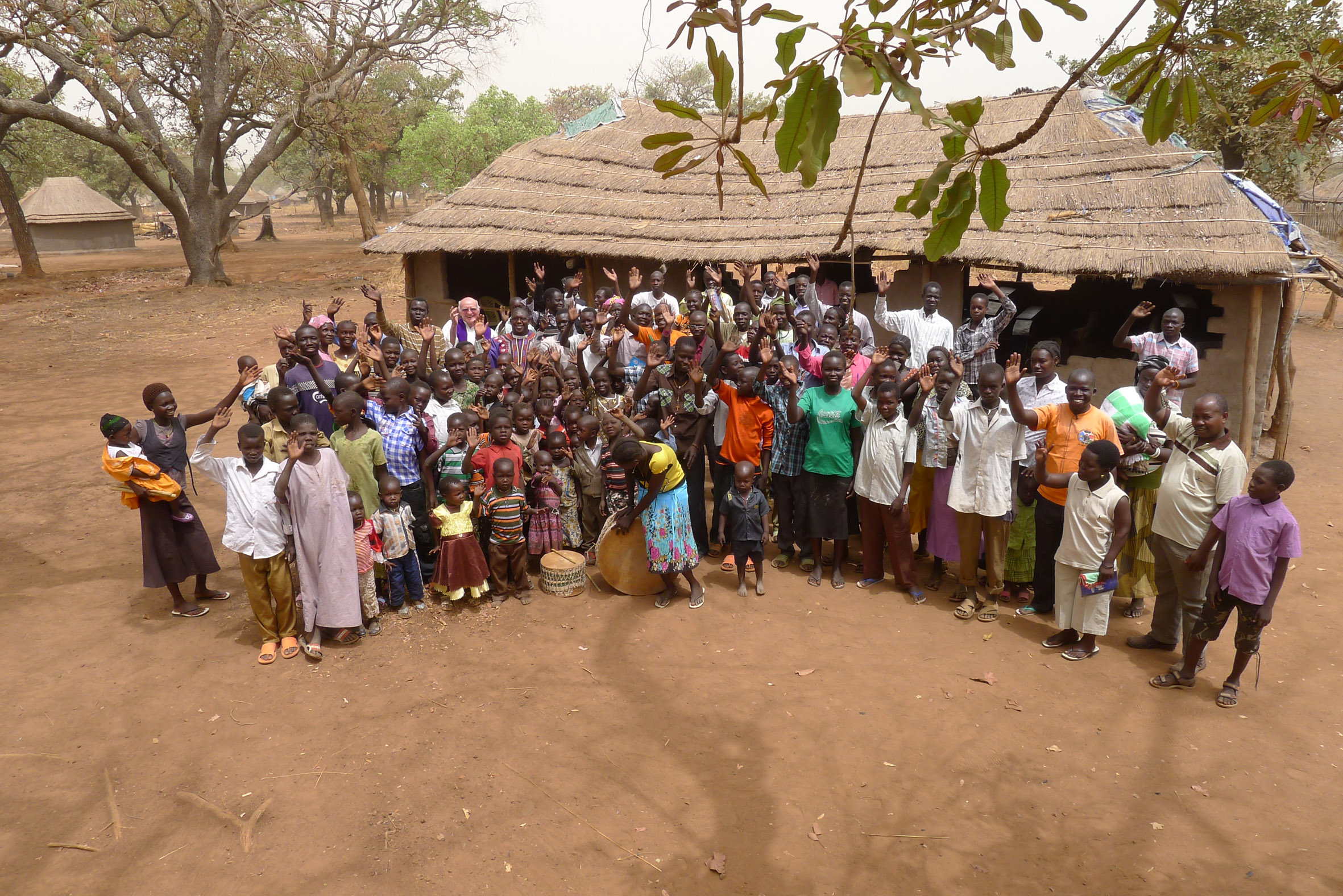
Křesťané po nedělní mši před kostelem katolické misie ve Wulu (Lakes State, Jižní Súdán)

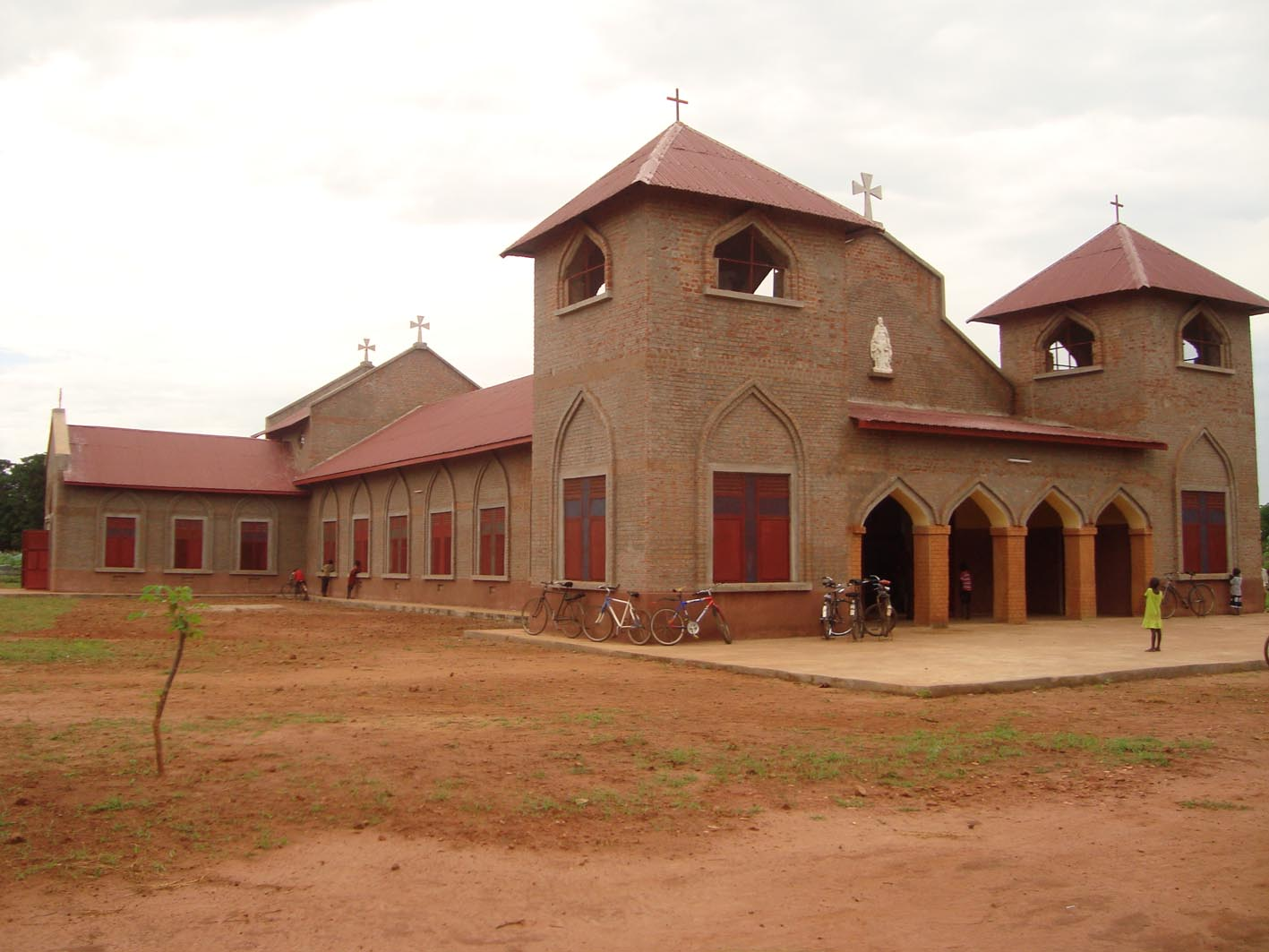
Katolický kostel sv. Kříže v Yirol (Lakes State, Jižní Súdán)

V letech 1857–1858 žil sv. Daniele Comboni na misijní stanici Svatého kříže v Shambe (v dnešní diecézi Rumbek), odkud zahájil katolickou misii mezi Afričany ve východní a střední Africe. Během mahdistické války (1881–1899) proti egyptské okupaci Súdánu byli z území dnešního Súdánu a Jižního Súdánu vyhnáni křesťanští misionáři.
Apoštolský vikariát Rumbek byl zřízen 3. července 1955 bulou Quandoquidem arcano papeže Pia XII. a oddělil území od apoštolských vikariátů Behr el Gebel (dnes arcidiecéze Džuba) a Bar el Gazal (dnes diecéze Wau) a apoštolské prefektury Mupoi (dnes diecéze Tombura-Yambio).
1. ledna 1956 se Súdán stal nezávislým státem. V březnu 1964 byli vojenskou vládou generála Ibrahima Abbouda ze Súdánu vypovězeni všichni zahraniční misionáři, kteří se museli přestěhovat do Ugandy, Zairu a střední Afriky, a zůstalo jen velmi málo místních duchovních a katechetů. V červenci 1965 byl súdánskými vojáky zabit vikář Archanděl Ali, takže ostatní kněží museli uprchnout a apoštolský vikariát byl opuštěn až do roku 1972, kdy mírová dohoda z Addis Abeby ukončila první súdánskou občanskou válku. V letech 1974–1981 však na území apoštolského vikariátu působil pouze jeden kněz.
12. prosince 1974 byl apoštolský vikariát bulou papeže Pavla VI. Cum in Sudania povýšen na diecézi.
Dne 21. března 1986 postoupila část svého území pro vytvoření diecéze Yei bulou In Dominico agro.
Kvůli občanské válce v letech 1984–2005 se v roce 1986 jediní dva kněží diecéze uchýlili do Etiopie. V roce 1990 byl apoštolským administrátorem jmenován Cesare Mazzolari, M.C.C.I. a diecéze byla obnovena na územích obsazených Súdánskou lidově osvobozeneckou armádou. Na základě mírových dohod vyhlásil Jižní Súdán 9. července 2011 nezávislost.

## Biskupové
- Ireneus Wien Dud † (3. července 1955 – 10. května 1960 jmenován apoštolským vikářem v Bar el Gazal)
  - sedisvakance viz (1960 – 1976)[6]
- Gabriel Dwatuka Wagi † (24. ledna 1976 – 17. července 1982 odstoupil)
  - sedisvakance viz (1982 – 1998)[7]
- Cesare Mazzolari, M.C.C.I. † (5. listopadu 1998 – 16. července 2011 zemřel)
  - sedisvakance (2011 – 2021)[8][9]
- Christian Carlassare, M.C.C.I., od 8. března 2021

## Statistiky
Podle Annuario Pontificio 2021 měla diecéze na konci roku 2020 celkem 200 000 pokřtěných věřících. 
| rok                                                                   | populace | populace  | populace | kněží  | kněží    | kněží   | kněží      | trvalí jáhnové | řeholníci | řeholníci | farnosti |
| rok                                                                   | pokřtění | celkem    | %        | celkem | diecézní | řeholní | počet křtů | trvalí jáhnové | muži      | ženy      | farnosti |
| --------------------------------------------------------------------- | -------- | --------- | -------- | ------ | -------- | ------- | ---------- | -------------- | --------- | --------- | -------- |
| 1968                                                                  | ?        | ?         | ?        | 11     | 11       |         | ?          |                |           |           |          |
| 1980                                                                  | 101 139  | 865 000   | 11.7     | 10     | 9        | 1       | 10 113     |                | 2         | 6         | 11       |
| 1988                                                                  | 34 500   | 526 226   | 6.6      | 1      |          | 1       | 34 500     |                | 1         |           | 6        |
| 1999                                                                  | 48 000   | 1 900 000 | 2.5      | 26     | 3        | 23      | 1846       |                | 26        | 15        | 15       |
| 2000                                                                  | 54 000   | 2 800 000 | 1.9      | 31     | 4        | 27      | 1741       |                | 31        | 27        | 37       |
| 2001                                                                  | 59 000   | 2 800 000 | 2.1      | 31     | 4        | 27      | 1903       |                | 33        | 37        | 42       |
| 2002                                                                  | 65 000   | 3 200 000 | 2.0      | 31     | 4        | 27      | 2096       |                | 35        | 40        | 42       |
| 2003                                                                  | 76 000   | 3 800 000 | 2.0      | 32     | 5        | 27      | 2375       |                | 37        | 41        | 73       |
| 2004                                                                  | 89 000   | 3 800 000 | 2.3      | 33     | 5        | 28      | 2696       |                | 39        | 46        | 73       |
| 2010                                                                  | 150 000  | 4 444 605 | 3.4      | 39     | 10       | 29      | 3846       |                | 41        | 60        | 137      |
| 2012                                                                  | 150 000  | 4 697 000 | 3.2      | 17     | 8        | 25      | 6000       |                | 23        | 35        | 24       |
| 2014                                                                  | 157 600  | 4 987 000 | 3.2      | 20     | 9        | 11      | 7880       |                | 18        | 35        | 11       |
| 2017                                                                  | 182 000  | 1 561 000 | 11.7     | 29     | 9        | 20      | 6275       |                | 26        | 38        | 13       |
| 2020                                                                  | 200 000  | 1 700 000 | 11.8     | 33     | 9        | 24      | 6060       |                | 30        | 35        | 16       |
| Zdroj: Catholic-Hierarchy, která přebírá údaje z Annuario Pontificio. |          |           |          |        |          |         |            |                |           |           |          |